# Liechtensteiner Cup 1955/56
Der Liechtensteiner Cup 1955/56 (offiziell: Aktiv-Cup) war die elfte Austragung des Fussballpokalwettbewerbs der Herren in Liechtenstein. Die Ergebnisse der Spiele sind erst ab dem Halbfinale bekannt. Der FC Vaduz gewann zum fünften Mal den Titel.

## Halbfinale
|            | Ergebnis |            |
| ---------- | -------- | ---------- |
| FC Schaan  | 5:2      | FC Balzers |
| FC Triesen | 4:7      | FC Vaduz   |

## Finale
Das Finale fand am 15. September 1956 in Triesen statt.
| Datum      |          | Ergebnis |           |
| ---------- | -------- | -------- | --------- |
| 04.09.1955 | FC Vaduz | 4:1      | FC Schaan |